# Rhamnus formosana
Rhamnus formosana là một loài thực vật có hoa trong họ Táo. Loài này được Matsum. miêu tả khoa học đầu tiên năm 1898.